# Шервуд (Арканзас)
Шервуд (англ. Sherwood) — город в округе Пьюласки, штат Арканзас, США. По переписи 2010 года население города составляло 29 523 человека. Входит в столичный статистический район Литл-Рок — Норт-Литл-Рок — Конуэй, в котором по данным переписи 2010 года проживало 699 757 человек.

## История
Шервуд был официально зарегистрирован как город 22 апреля 1948 года. Шервуд стал городом второго класса 16 сентября 1957 года, а затем городом первого класса 30 апреля 1971 года.

## География
По данным Бюро переписи населения США, город имеет общую площадь 54,0 км², из которых 53,4 км² — это земля и 0,6 км², или 1,15 %, это вода.

#### Климат
Шервуд находится в зоне влажного субтропического климата (Köppen Cfa). Шервуд получает холодные воздушные массы с севера.

## Образование

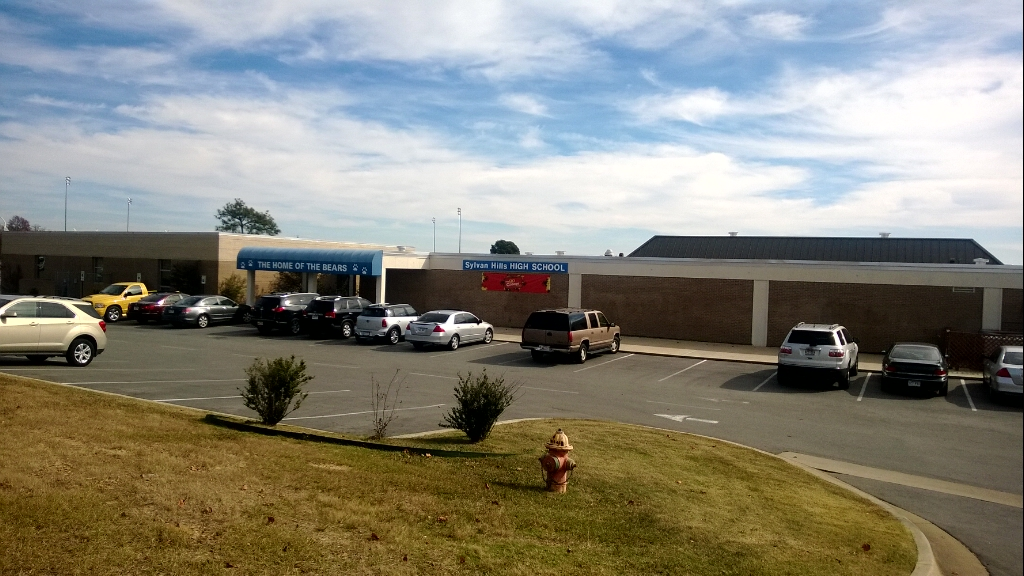
Средняя школа Сильван-Хилс

В Шервуд расположено несколько государственных и частных школ начального и среднего образования. Студенты, желающие получить высшее образование, часто посещают близлежащие колледжи и университеты, включая Арканзасский университет в Литл-Роке и Университет Центрального Арканзаса.

#### Общеобразовательные школы
Государственные школы города находятся в ведении Специального школьного округа округа Пьюласки. Государственная средняя школа города — Средняя школа Сильван-Хилс. Другие государственные школы включают начальную школу Клинтона, начальную школу Окбрука, начальную школу Шервуда и начальную школу Сильван-Хилс.

## Экономика и бизнес
Крупные корпорации со штаб-квартирой в Шервуде включают ABC Financial, Hank’s Fine Furniture и The Heritage Company.

## Демография

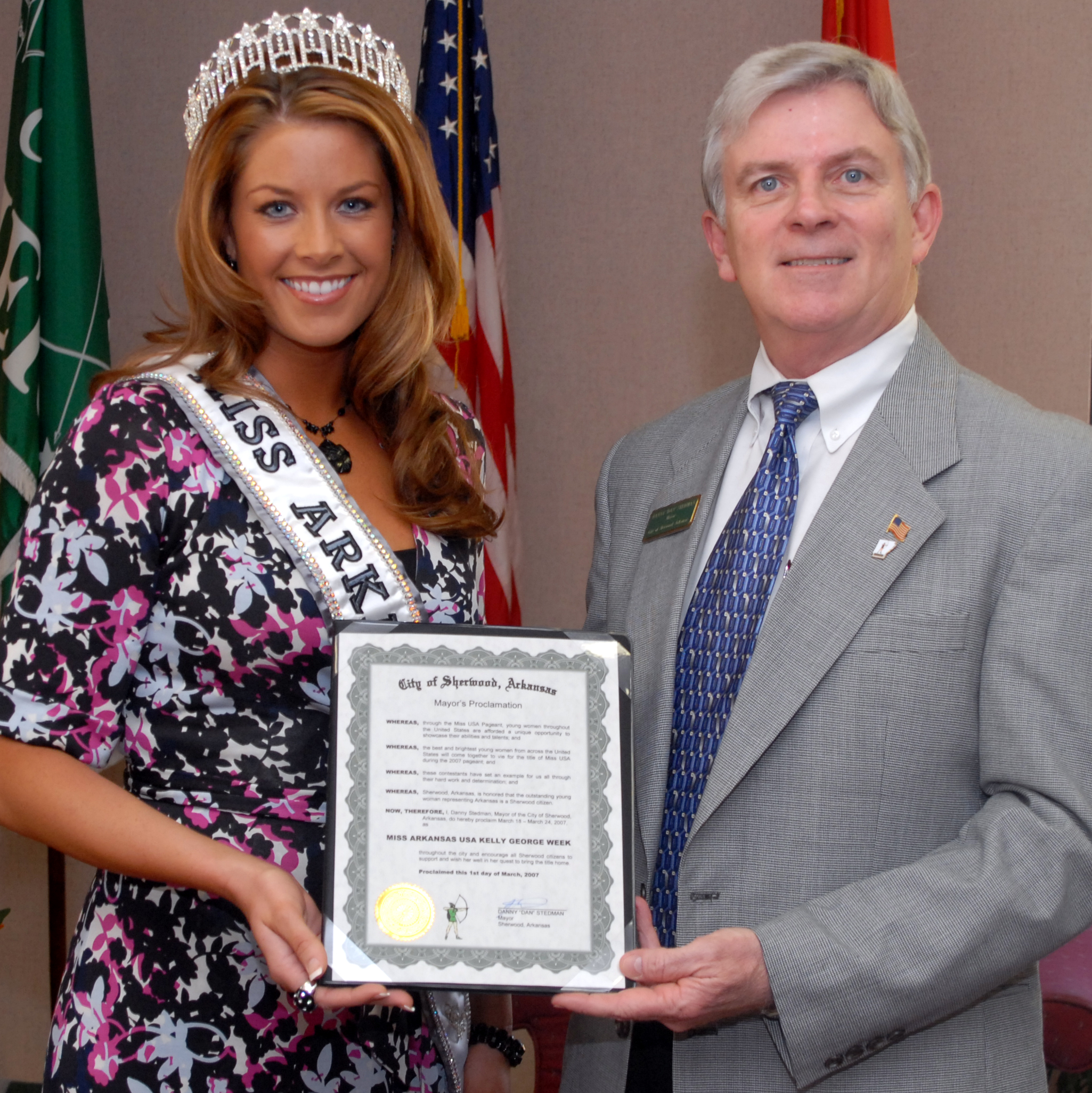
Мисс Арканзас Келли Джордж (слева) с бывшим мэром Шервуда Дэнни Стедманом

| 1950 | 1960 | 1970 | 1980  | 1990  | 2000  | 2010  |
| ---- | ---- | ---- | ----- | ----- | ----- | ----- |
| 717  | 1222 | 2754 | 10423 | 18983 | 21511 | 29523 |

## СМИ
В городе издаётся местная еженедельная газета Sherwood Voice.

## Инфраструктура

#### Основные магистрали
- I-57
- I-30
- I-40
- I-440
- U.S. Route 67
- U.S. Route 167
- Арканзасское шоссе 107